# Verzelha
Verzelha (en francès Verzeille) és un municipi francès situat al departament de l'Aude i a la regió d'Occitània.